# Marina Durunda
Marina Sergeyevna Durunda est une gymnaste rythmique azerbaïdjanaise, née le 12 juin 1997 à Sébastopol.

## Palmarès

### Championnats d'Europe
- Minsk 2015
  -  médaille de bronze au ruban.

### Jeux européens
- Bakou 2015
  -  médaille d'argent au ruban.